# Deborah Eisenberg
Deborah Eisenberg (Winnetka, 20 novembre 1945) è una scrittrice e attrice statunitense.

## Biografia
Nata a Winnetka nel 1945, vive e lavora a New York.
È autrice di short-stories pubblicate a partire dal 1986 e particolarmente apprezzate dalla critica (Guggenheim Fellowship e Whiting Awardnel 1987 e Premio O. Henry nel 2006 e nel 2013). 
Con i quattro volumi di racconti The Collected Stories of Deborah Eisenberg ha vinto nel 2011 il Premio PEN/Faulkner per la narrativa.
Vincitrice del Premio Rea per il racconto nel 2000 e del Premio PEN/Malamud nel 2015, insegna alla Columbia University.

## Vita privata
Convive da più di trent'anni con l'attore Wallace Shawn.

## Opere

### Racconti
- Rivoglio i miei giorni (Transactions in a Foreign Currency, 1986), Milano, Serra e Riva, 1987  traduzione di Patrizia Bonomi
- Under the 82nd Airborne (1992)
- The Stories (So Far) of Deborah Eisenberg (1997)
- All Around Atlantis (1998)
- Il crepuscolo dei supereroi (Twilight of the Superheroes, 2006), Padova, ALET, 2008 traduzione di Federica Aceto ISBN 978-88-7520-051-0.
- The Collected Stories of Deborah Eisenberg (2010)
- Your Duck Is My Duck (2018)

### Teatro
- Pastorale (1983)

## Filmografia parziale

### Sceneggiatrice
- Lasciali parlare (Let Them All Talk), regia di Steven Soderbergh (2020)